# De Moer

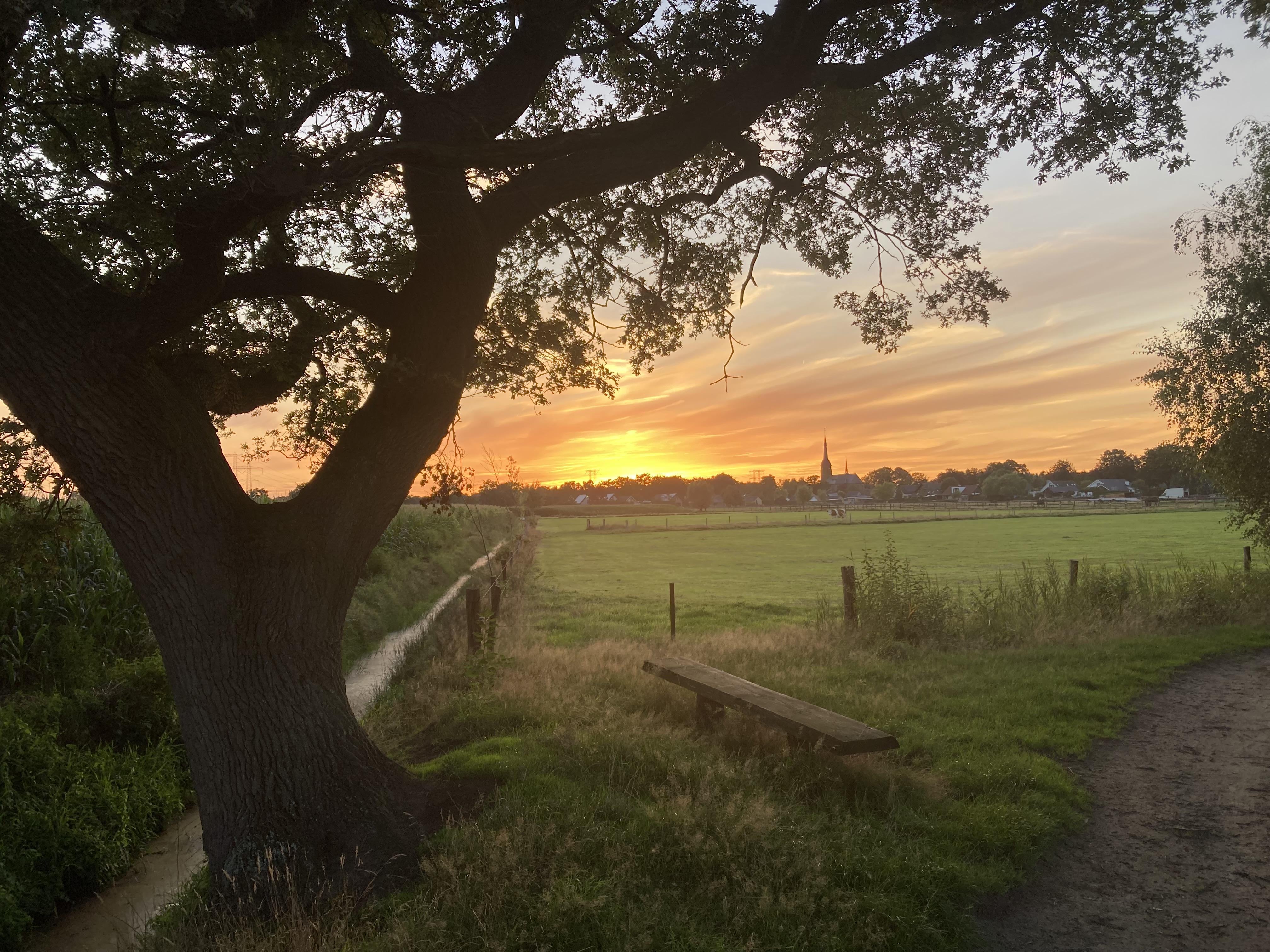
De Heilige Joachim Kerk vanuit Natuurpark Huis ter Heide

De Moer is een dorp in de Noord-Brabantse gemeente Loon op Zand. De Moer telde, op 1 januari 2023, 605 inwoners.

## Etymologie
De Moer is genoemd naar de veengrond die hier voorkwam en de daaruit voortkomende turfwinning.

## Geschiedenis
Hoewel reeds in de 14e eeuw ontstaan, is De Moer klein gebleven. Het ligt op een kruising van wegen en heeft wat lintbebouwing. Pas in 1894 werd De Moer een zelfstandige parochie die afgesplitst werd van die van Loon op Zand.

## Bezienswaardigheden

### Sint-Joachimkerk

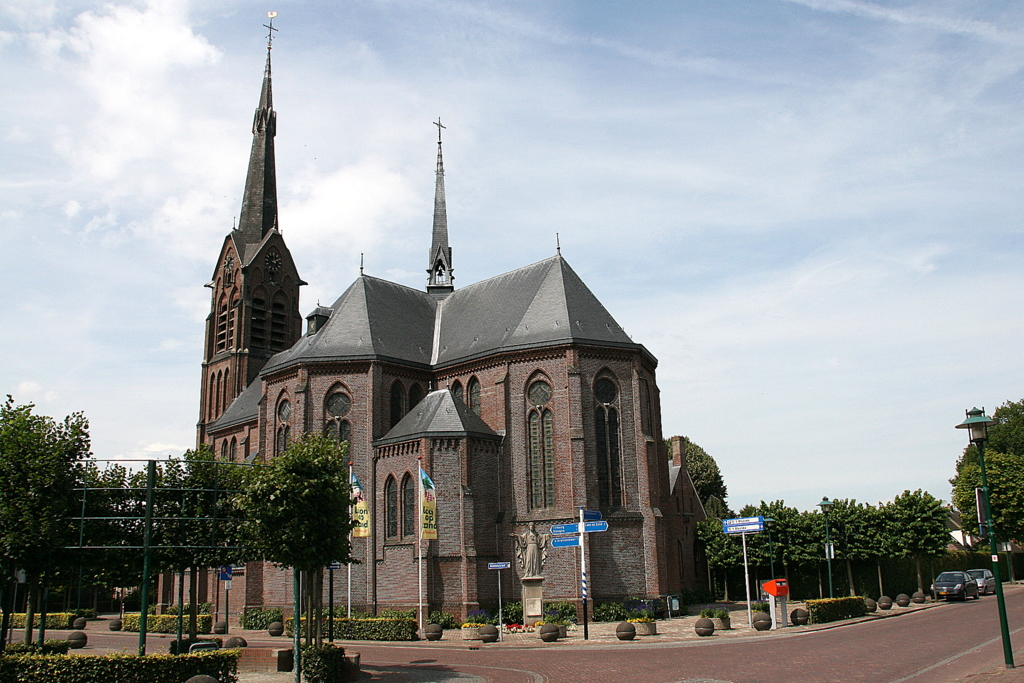
Sint-Joachimkerk

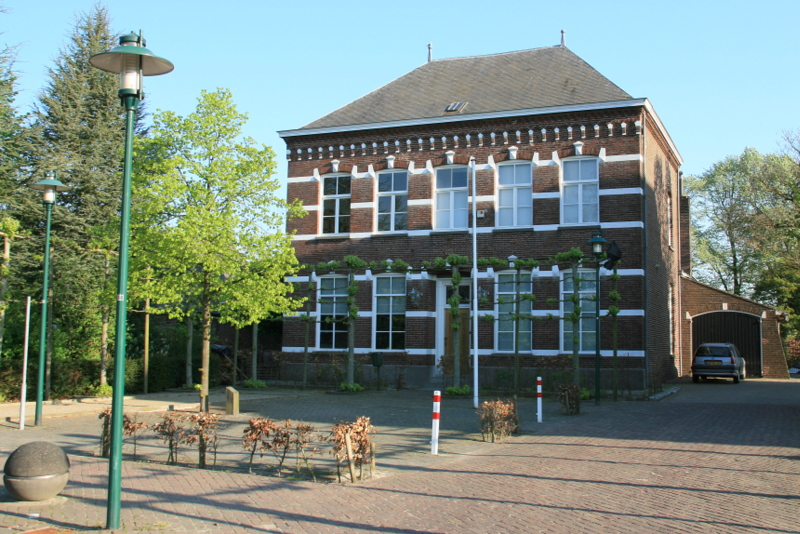
Pastorie

De Sint-Joachimkerk werd ingewijd in 1902 en verving een houten noodkerk die in 1894 was geplaatst. Architect was C.F. van Hoof. De kerk is naar de heilige Joachim vernoemd omdat de jonggestorven broer van de toenmalige pastoor ook zo heette. Tijdens de Tweede Wereldoorlog werd de kerk zwaar beschadigd, waardoor delen van het gewelf moesten worden vervangen en de polychromie verdween.
Het is een neogotische bakstenen kruiskerk met westtoren welke is geklasseerd als rijksmonument. Bij de kerk bevindt zich een Heilig Hartbeeld.
De kerk bevat een aantal voorwerpen die afkomstig zijn uit het atelier van Jan Custers: Het hoofdaltaar en de nevenaltaren uit 1902 en 1906, een Antonius van Padua uit 1906, en de preekstoel uit 1931.
Naast de kerk bevindt zich de pastorie uit 1895 in neorenaissancestijl, die eveneens als rijksmonument is geklasseerd.

## Natuur en landschap
De Moer bevindt zich grotendeels in een landbouwontginning op voormalige veengrond. Naar het oosten toe is de grond hoger en zandiger. Hier ligt het landgoed Huis ter Heide met droge bossen (naaldbomen en Amerikaanse eik) en vennen. Dit landgoed grenst in het noordoosten aan de Loonse en Drunense Duinen en in het noorden aan het Loonsche Land.

## Nabijgelegen kernen
Loon op Zand, Dongense Vaart, Dongen, Tilburg, Kaatsheuvel

## Geboren in De Moer
- Bianca Mastenbroek (1975), schrijfster

## Media
De Moer speelt een belangrijke rol in de Nederlands-Vlaamse dramaserie 'Als de Dijken Breken'. Gemeente Loon op Zand zou een kustgemeente zijn als de dijken daadwerkelijk zouden breken. In de serie functioneert De Moer als opvang voor de mensen uit de overstroomde steden. Bianca Krijgsman en Frank Lammers spelen een getrouwd stel uit De Moer. De opnames zijn echter elders gemaakt. 
Dorpen: Kaatsheuvel · De Moer · Loon op Zand

Buurtschappen: Duiksehoef · Kraanven · Land van Kleef · Loons Hoekje · Moleneind · Molenstraat

Noord-Brabant: Steden en dorpen      Nederland: Provincies · Gemeenten